# 鈴木章仁
鈴木 章仁（すずき あきひと、1974年5月1日 - ）は、日本の元野球選手（内野手）。

## 経歴
静岡県浜松市出身。
小学校時代は浜松リトルリーグ、中学校時代は、浜松シニアリーグで活躍。中学3年時は、第1回世界少年野球 IBAF(AA) 選手権大会日本代表に選出され、1番遊撃手で首位打者、打点王、ホームラン王、ベストナイン（遊撃手）を獲得し、日本の優勝に貢献。
2学年上の兄・鈴木尚典と同じ横浜高校へ進み、1年春から2番三塁手で試合に出場し、4番の兄と共に兄弟出場を果たす。2年生からは1番二塁手。2年夏神奈川大会準決勝の横浜商業戦では横浜スタジアムでサヨナラホームランを放つも、決勝では、髙木大成、副島孔太、高橋由伸等、強力打線の桐蔭学園に敗れ、準優勝。3年生からは主将となり、春の第64回選抜大会に出場するも1回戦敗退。同年夏は神奈川大会決勝で昨年と同様、桐蔭学園に敗れ、2年連続準優勝で全国選手権出場を逃した。
高校卒業後は法政大学へ進学し、二塁手として4年間で4回優勝。1995年（大学3年時）に大学選手権優勝。第24回日米大学野球選手権大会日本代表に選抜され、その後ユニバーシアード福岡大会日本代表で銅メダル獲得。この年の大学日本代表メンバーには、門倉健、髙木大成、中村豊、清水隆行、井口忠仁、今岡誠、小林雅英、等がいた。1996年（大学4年）には主将をつとめた。大学での同期に副島孔太がいる。
大学卒業後は、三菱自動車川崎でプレーするも、怪我により1999年に現役を引退。その後は社業に専念するかたわら、神奈川県の高校野球中継の解説も行っている。